# Kotlina Hrubieszowska
Kotlina Hrubieszowska (851.12) – mezoregion fizycznogeograficzny w południowo-wschodniej Polsce (738 km²) i na Ukrainie (część Wyżyny Wołyńskiej) leżący w obniżeniu pomiędzy Grzędą Horodelską i Grzędą Sokalską, stanowiący wschodnie przedłużenie Padołu Zamojskiego.
Region jest kotliną ukształtowaną w mało odpornych marglach kredowych. Na powierzchni występują przemiennie lessy, margle, mady i piaski. Jest to obszar równinny akumulacji lessowej, prawie płaski o małych wysokościach względnych.
Region przecinają w poprzek rzeki Bug i Huczwa. Huczwa dzieli obszar na dwie części różniące się pod względem urzeźbienia. Na południe od jej koryta teren wznosi się łagodnie, osiągając maksymalną wysokość 204 m n.p.m., a na północ od niego wznosi się on wyraźnie przechodząc w Grzędę Horodelską (najwyższa część obszaru 220 m n.p.m.). 
Niemal całą powierzchnię terenu, z wyjątkiem den dolin, pokrywają lessy o znacznej miąższości, które są idealnym podłożem dla gleb rolniczych o wysokiej jakości. Ze względu na występowanie gleb typu czarnoziemów i brunatnoziemów, Kotlinę Hrubieszowską charakteryzuje rozwinięte rolnictwo (głównie pszenica i buraki cukrowe).
Charakterystyczną cechą terenu są płaskie, bezodpływowe zagłębienia oraz brak młodych rozcięć erozyjnych. Zasadniczymi elementami rzeźby są plejstoceńskie i holoceńskie równiny terasowe, powstałe jako wynik następujących po sobie cyklów erozji i akumulacji rzecznej.
Głównym ośrodkiem na obszarze Kotliny Hrubieszowskiej jest Hrubieszów, ponadto wieś gminna Werbkowice.